# Martha Biilmann
Martha « Mattaaraq » Bodil Marcilie Biilmann (née Jessen le 7 janvier 1921 à Napasoq et morte le 13 mars 2008 à Maniitsoq) est une pelletière groenlandaise. Elle a développé la méthode de salaison pour la conservation des peaux de phoque et fondé l'association des femmes de Maniitsoq.

## Vie privée
Martha Biilmann nait le 7 janvier 1921. Ses parents sont Otto Andreas Ivar Jessen, un chasseur, et Amalie Karen Sabine Platou. C'est une famille traditionnelle dans laquelle le père chasse et la mère travaille les peaux. Le 19 mai 1940, elle épouse l'assistant de bureau Holger Biilmann. Le couple a six enfants : Amalie (1941), Lars (1943), Nathan (1947), Line (1949), Johanne (1952) et Petrus (1954). Par l'intermédiaire de sa plus jeune fille, elle est la grand-mère de l'homme politique Aqqaluaq B. Egede (1981). 

## Carrière
Dans les années 1950, avec l'émergence de la pêche industrielle, l'importance de la chasse au phoque diminue. Les vêtements industriels sont de plus en plus accessibles au Groenland, et de moins en moins de jeunes filles apprennent à travailler les peaux. À la fin des années 1960, Martha Biilmann se plaint dans la presse de ce changement et commence à enseigner la couture de la fourrure à l'école du soir à Maniitsoq en 1967. À partir de 1974, elle est assistante à la Folkeskole de Maniitsoq. En 1977, le collège des femmes Arnat Ilinniarfiat ouvre à Sisimiut et Martha Biilmann y donne des cours pour des femmes de tout le Groenland, afin que leurs connaissances et leurs techniques se répandent dans tout le pays.  
À partir du milieu des années 1980, elle teste la conservation de peaux de phoque crues par salaison ; dans certains endroits, les peaux sont maintenant conservées avec du sel pendant le stockage. En raison de sa notoriété et de ses connaissances, elle est nommée conseillère en fourrure auprès du gouvernement en 1986, un bureau créé pour elle et qui n'est pas occupé après son départ en 1996. À partir de 1993, le salage des peaux est utilisé au Groenland pour stocker les peaux jusqu'à leur transformation dans la tannerie Nunatta Ammerivia à Qaqortoq. Pendant son mandat de conseillère gouvernementale, elle siège au conseil d'administration de la tannerie. En 1990, elle publie un manuel sur la transformation des fourrures avec Amminik Suleriaaseq. Aujourd'hui, les peaux de phoque sont à nouveau utilisées comme vêtements de tous les jours au Groenland et il existe des installations de transformation et de couture de la fourrure dans nombre de villes et de villages.

## Honneurs
En 1975, Biilmann reçoit le prix de l'Union des associations de femmes groenlandaises (Kalaallit Nunaanni Arnat peqatigiit Kattuffiat), en 1982 un prix de la municipalité de Maniitsoq, en 1983 le prix du timbre de Noël du Groenland et en 1988 le prix de la culture du gouvernement du Groenland. Le 27 novembre 1996, elle reçoit le Nersornaat (en) d'argent, et la Fortjenstmedaljen (da),. En 1998, elle est nommée membre honoraire de l'association des femmes de Maniitsoq, qu'elle avait cofondée près de 50 ans plus tôt. Elle décède à Maniitsoq en 2008 à l'âge de 87 ans d'une longue maladie,.